# Cap des Cometes
El Cap des Cometes o Cap de les Cometes és una muntanya que es troba en el terme municipal de la Vall de Boí, a la comarca de l'Alta Ribagorça, i dins del Parc Nacional d'Aigüestortes i Estany de Sant Maurici.
El pic, de 2.681,4 metres, s'alça en la intersecció de les carenes que delimiten Montanyó de Llacs (E), Cometes de Casesnoves (N) i les Costes (SO). Té el Pic de les Costes al sud-sud-est i la Collada Barrada al nord-nord-est.

## Rutes[2]
Dues són les rutes més habituals:
- Pujant pel Barranc de les Costes fins a la collada que comunica el cim amb el Pic de les Costes.
- Des de la Collada Barrada.